# ばーちゃる女子アナ
ばーちゃる女子アナ（ばーちゃるじょしアナ）は、日本テレビのCGキャラクター。同社の若手・中堅社員らが企画し、セガ・エンタープライゼスの技術協力により誕生。2000年1月19日に東京ジョイポリスで会見が開かれ、翌20日の『ズームイン!!朝!』への出演を皮切りに、バラエティ番組やミニ番組に起用されていた。
デフォルメされたキャラクターデザインで、リアルタイムに動作し、人間との受け答えにも応じていた。CGながら、アナウンサーとして扱われた。当時の東京新聞には、日本テレビのソフト事業担当部長（当時）による「採算性のあるビジネスとして考えています」とのコメントが紹介されている。動作を動かしているのは、その年の新人ADの3人の女の子。

## メンバー
- 南雲ひろみ（声：ヒグチヒロコ）
- 剣崎涼子（声：萩原えみこ） - 着ぐるみを着ている。
- 真行寺麗子（声：満仲由紀子）

活動当時、日本テレビのウェブサイトにて「西館8階!日テレばーちゃる女子アナ部」のコーナー（）が設けられ、メンバーのプロフィールや日記が公開されていた。

## 出演番組
- AX MUSIC-TV
- e-get!（懸賞情報番組）
- TVおじゃマンボウ
- とりあえずイイ感じ。